# Colle del Parpaillon
Il Colle del Parpaillon (2.783 m s.l.m. - in francese Col du Parpaillon) è un valico alpino francese situato nelle Alpi Cozie francesi e che collega la Valle dell'Ubaye e il circondario di Embrun. Unisce il dipartimento delle Alpi dell'Alta Provenza con quello delle Alte Alpi.

## Accesso
È possibile raggiungere il valico attraverso una strada sterrata. Appena sotto il colle, tra i 2.637 ed i 2.645 m, si trova il tunnel del Parpaillon costruito dall'esercito francese a partire dal 1891 e i cui lavori durarono parecchi anni. Lungo 500 metri, da qualche anno si può transitare ed è molto utilizzato in estate da fuoristradisti in auto e moto nonché quad.
La strada che conduce al colle è stata costruita dal genio militare tra il 1891 ed il 1911. Già nel XVIII secolo il colle era considerato strategico dal punto di vista militare.